# 薩爾 (堪薩斯州)
薩爾（英語：Thrall）是位於美國堪薩斯州格林伍德縣的一個鬼鎮。

## 歷史
薩爾的郵政局於1885年設立，直到1962年結束營運。